# Derek Vanlint
Derek Vanlint (* 7. November 1932 in London; † 23. Februar 2010 in Toronto) war ein kanadischer Kameramann und Regisseur.
Vanlint filmte den Welterfolg Alien – Das unheimliche Wesen aus einer fremden Welt sowie Der Drachentöter. Bei The Spreading Ground mit Dennis Hopper führte er auch Regie. Über seine Spielfilme hinaus war er als Werbefilmer tätig.

## Filmographie (Auswahl)
- 1979: Alien – Das unheimliche Wesen aus einer fremden Welt (Alien)
- 1981: Der Drachentöter (Dragonslayer)
- 2000: The Spreading Ground